# Măgura (gmina w okręgu Teleorman)
Măgura – gmina w Rumunii, w okręgu Teleorman. Obejmuje miejscowości Guruieni i Măgura. W 2011 roku liczyła 2811 mieszkańców. 